# Ixos
Ixos là một chi chim trong họ Pycnonotidae.